# Bretislao I de Bohemia
Bretislao I (en checo: Břetislav I.; 1002/1005 - 10 de enero de 1055), conocido como el "Aquiles de Bohemia", de la dinastía Přemyslida, fue Duque de Bohemia desde 1035 hasta su muerte.

## Juventud
Bretislav era hijo de Duque Oldřich y su concubina plebeya Božena. Como hijo ilegítimo no podría obtener una esposa deseable por los medios convencionales, por lo que decidió secuestrar a su futura esposa futura Judit de Schweinfurt (en checo: Jitka), una hija de Enrique de Schweinfurt, noble bávaro y Margrave de Nordgau, en 1019 en Schweinfurt.
Durante el reinado de su padre, en 1019 o 1029, Bretislav recuperó Moravia de Polonia. Aproximadamente en 1031  invadió Hungría para impedir su expansión bajo su rey Esteban. La partición de Bohemia entre Oldřich y su hermano Jaromír en 1034 fue probablemente la razón que llevó a Bretislao a exiliarse de Bohemia, sólo para regresas para sentarse en el trono tras la abdicación de Jaromír.

## Asalto a Polonia
En 1035, Bretislav ayudó al Sacro Emperador Romano, Conrado II en su guerra contra los Lusacios. En 1039 invadió la Gran Polonia y la Pequeña Polonia y capturó Poznań, saqueó Gniezno, y trajo las reliquias de San Adalberto, Radim Gaudentius y los Cinco Hermanos con él. En su regreso, recuperó parte de Silesia, (varias docenas de años antes conquistada por los polacos), incluyendo Wrocław. Su objetivo principal era instalar un arzobispado en Praga y crear un gran estado dependiente únicamente del Sacro Imperio Romano. Su incursión tuvo una inesperada influencia en la historia polaca, ya que el saqueo y la destrucción de Gniezno llevó a los gobernantes polacos a mover su capital a Cracovia, que desempeñaría esta función durante varios siglos.
En 1040, el rey alemán Enrique III invadió Bohemia, pero fue forzado a retroceder después de su derrota en la Batalla en Brůdek (un paso de la Selva de Bohemia). Al año siguiente, Enrique III invadió otra vez, superó las defensas fronterizas y puso sitio a Bretislav en Praga. Forzado por un motín entre su nobles y traicionado por el obispo Šebíř de Praga, Bretislao tuvo que renunciar a todas sus conquistas salvo Moravia y reconocer a Enrique como su soberano. En 1042, ya como Emperador, Enrique III concedió Silesia a Bretislao como vasallo.
En 1047, el Emperador negoció un tratado de paz entre Bretislao y Polonia. Este pacto resultó beneficioso para Bretislao, ya que el gobernante polaco juró no atacar otra vez Bohemia a cambio de un tributo anual para Gniezno.

## Política doméstica

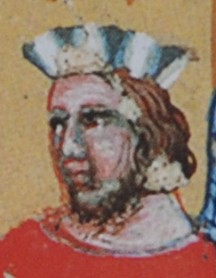
Ilustración en el temprano-Crónica de 14.º siglos de Dalimil.

Bretislao fue el autor de decretos concernientes a los procesos de cristianización, que incluían la prohibición de la poligamia y del comercio en días festivos.
En 1030 Bretislav contrajo matrimonio con la mencionada Judit. En 1054, estableció medidas para la sucesión ducal y emitió la famosa Ley de Senioridad que introducía la agnación para establecer el orden sucesorio. Los miembros más Jóvenes de la dinastía gobernarían feudos (técnicamente, partes de Moravia), pero solo a discreción del duque. El resultado de esta política de sucesión sería la indivisibilidad relativa de las tierras checas, pero también el estallido de duros conflictos por la sucesión y la primacía territorial entre los miembros de la dinastía. Fue definitivamente finalizada tras la elevación de Bohemia al estatus de reino bajo Otakar I, lo que llevó al establecimiento de la primogenitura como el principio determinante de los procesos sucesorios.
El primogénito de Bretislao, Spytihněv le sucedería como Duque de Bohemia con controlar sobre el reino. Moravia fue incorporada al ducado Bohemio, pero dividida entre tres de sus hijos más jóvenes. El apanaje de Olomouc fue a Vratislaus; el apanaje de Znojmo a Konrád; y el apanaje de Brno a Otto. El hijo más joven, Jaromír, entró en la iglesia y fue Obispo de Praga.
Bretislao murió en Chrudim en 1055 durante los preparativos para una nueva  invasión de Hungría y fue sucedido por su hijo Spytihněv II como Duque de Bohemia. Sus hijos Otto y Vratislav fueron expulsados del gobierno por Spytihněv, pero después de su muerte se hicieron con el control de Moravia y Bohemia, respectivamente.

## Familia

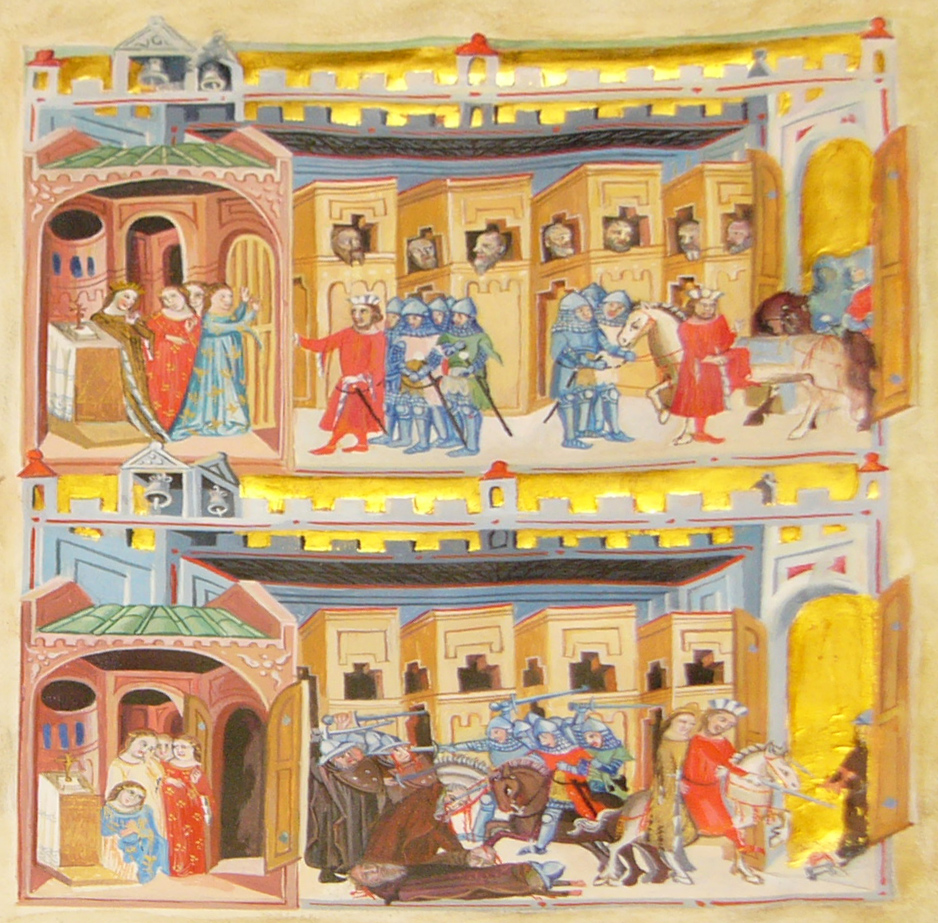
Bretislav Secuestrando su mujer futura Judith de Schweinfurt de un monasterio, de la Crónica de Dalimil.

Bretislao se casó con Judit hija del Margrave Enrique de Schweinfurt. La Casa de Přemysl deseó confirmar su buena relación con los Babenbergs a través de un matrimonio a Judith en 1020. Judith era una novia deseable, pero Oldřich de Bohemia tenía un solo hijo, Bretislao, que era ilegítimo, por lo que la perspectiva de un matrimonio con Judith, de origen noble, era complicada. Bretislao solucionó el problema secuestrando a Judith de un monasterio en Schweinfurt. Nunca fue castigado por este delito, y se casó con Judith algún tiempo más tarde. Su primer hijo Spytihněv nació después de casi diez años, lo que da pie a pensar que el secuestro habría tenido lugar en 1029, pese a que Judith pudiera haber dado luz a algunas hijas antes de su primer varón. Cinco hijos del matrimonio alcanzaron la edad adulta:
- Spytihněv II, Duque de Bohemia[4]
- Vratislaus II de Bohemia
- Conrad I, Duque de Bohemia
- Otto I de Olomouc
- Jaromír, Obispo de Praga

## Legado
Bretislao fue enterrado en la vieja iglesia de St. Vitus en Praga, fundada por Wenceslao I en 930, y su tumba está ahora situada en la Capilla de St. Wenceslaus en la catedral de St. Vitus, construida entre 1344 y 1366. Bretislav  aparece en la composición de fresco de la dinastía Přemyslid en el Znojmo Rotunda, pintada entre 1134 y 1161.